# 加里·古廷
加里·古廷（英語：Gary Michael Gutting，1942年11月4日—2019年1月18日）是一位美国哲学家和作家，毕业于圣路易斯大学，后为聖母大學教授，主要作品有入选牛津通识读本的《福柯》（Foucault）等。